# Хассан ан-Нурі
Хассан ан-Нурі (2 вересня 1960) — сирійський політик, який був кандидатом на сирійських президентських виборах у червні 2014 року. Нурі народився у Дамаску, отримав ступінь бакалавра Економіки та торгівлі у Дамаському університеті у 1982 році, а також ступінь доктора філософії (PhD) з Загального Менеджменту у Університеті Джона Кеннеді у 1989 році. Він був Секретарем Промислової Палати Дамаску з 1997 по 2000.
Нурі програв вибори 2014 року, отримавши лише 4.3% або 500 279 голосів, згідно з SANA.